# Euphyia opipara
Euphyia opipara là một loài bướm đêm trong họ Geometridae.